# Johann Gerdes (Mediziner)
Johann Gerdes (* um 1656 in Stockholm; † 6. Januar 1700 in Greifswald) war ein deutscher Professor der Medizin.

## Leben
Johann Gerdes wurde wahrscheinlich als Sohn eines deutschen Kaufmanns geboren. Er besuchte die Universität Wittenberg, wo er u. a. bei Georg Kaspar Kirchmaier hörte und erst den philosophischen Magister- und 1681 auch den medizinischen Doktorgrad erlangte. Gerdes ging nach Stettin und heiratete dort die Tochter des späteren Tribunalassessors Koch.
In Rostock erhielt er 1687 eine Professur für Medizin und höhere Mathematik. Generalgouverneur Nicolaus Bielke berief ihn 1691 auf eine medizinische Professur nach Greifswald. Er war königlicher Vize-Archiater und Dekan der Medizinischen Fakultät.
Nach dem Tod seiner ersten Frau heiratete Gerdes 1697 Anna Margareta von Schmiterlöw.
Gerdes ließ in seiner Amtszeit einen Hortus Medicus (lat. Medizingarten) anlegen, hielt Vorlesungen über Anatomie und Pathologie und befasste sich auch mit Geisteskrankheiten. Er schrieb 1699 eine umfangreiche Darstellung über den Gesundbrunnen in Kentz bei Barth.